# Labdarúgás a 2008. évi nyári olimpiai játékokon
A 2008. évi nyári olimpiai játékokon a labdarúgó-mérkőzéseket Pekingben, és számos másik városban rendezték augusztus 6. és 23. között. A FIFA-val együttesen a rendezők felkérték a csapatokat, hogy a női válogatottaknál az A-csapatok, míg a férfi válogatottaknál az U23-as csapatok vegyenek részt a tornán. A férfi csapatoknál három túlkoros (23 éven felüli) játékos is tagja lehetett a keretnek.
A férfiaknál 16 csapatos tornát, a nőknél pedig 12 csapatos tornát bonyolítottak le. A labdarúgótorna a hivatalos megnyitó (augusztus 8.) előtt két nappal kezdődött.

## Éremtáblázat
(Az egyes számoszlopok legmagasabb értéke, vagy értékei vastagítással kiemelve.)
| A 2008. évi nyári olimpiai játékok éremtáblázata labdarúgásban | A 2008. évi nyári olimpiai játékok éremtáblázata labdarúgásban | A 2008. évi nyári olimpiai játékok éremtáblázata labdarúgásban | A 2008. évi nyári olimpiai játékok éremtáblázata labdarúgásban | A 2008. évi nyári olimpiai játékok éremtáblázata labdarúgásban | Olimpia  |
| -------------------------------------------------------------- | -------------------------------------------------------------- | -------------------------------------------------------------- | -------------------------------------------------------------- | -------------------------------------------------------------- | -------- |
|                                                                | Ország                                                         | Arany                                                          | Ezüst                                                          | Bronz                                                          | Összesen |
| 1.                                                             | Argentína (ARG)                                                | 1                                                              | 0                                                              | 0                                                              | 1        |
|                                                                | Egyesült Államok (USA)                                         | 1                                                              | 0                                                              | 0                                                              | 1        |
| 3.                                                             | Brazília (BRA)                                                 | 0                                                              | 1                                                              | 1                                                              | 2        |
| 4.                                                             | Nigéria (NGR)                                                  | 0                                                              | 1                                                              | 0                                                              | 1        |
| 5.                                                             | Németország (GER)                                              | 0                                                              | 0                                                              | 1                                                              | 1        |
|                                                                |                                                                |                                                                |                                                                |                                                                |          |
| Összesen                                                       | Összesen                                                       | 2                                                              | 2                                                              | 2                                                              | 6        |

## Érmesek

### Férfi torna
| A 2008. évi nyári olimpiai játékok érmesei férfi labdarúgásban | A 2008. évi nyári olimpiai játékok érmesei férfi labdarúgásban | A 2008. évi nyári olimpiai játékok érmesei férfi labdarúgásban | A 2008. évi nyári olimpiai játékok érmesei férfi labdarúgásban |
| Arany | Ezüst | Bronz |                                                                |
| Argentína (ARG) | Nigéria (NGR) | Brazília (BRA) |                                                                |
| --- | --- | --- | -------------------------------------------------------------- |
| Lautaro Acosta Sergio Agüero Éver Banega Diego Buonanotte Ángel Di María Federico Fazio Fernando Gago Ezequiel Garay Ezequiel Lavezzi Javier Mascherano Lionel Messi Luciano Fabián Monzón Nicolas Navarro Nicolás Pareja Juan Román Riquelme Sergio Romero José Ernesto Sosa Oscar Ustari Pablo Zabaleta Szövetségi kapitány: Sergio Batista | Olubayo Adefemi Dele Adeleye Oluwafemi Ajilore Efe Ambrose Victor Anichebe Onyekachi Apam Emmanuel Ekpo Ikechukwu Ezenwa Isaac Promise Monday James Sani Kaita Chinedu Obasi Victor Nsofor Obinna Peter Odemwingie Chibuzor Okonkwo Solomon Okoronkwo Oladapo Olufemi Ambruse Vanzekin Szövetségi kapitány: Samson Siasia | Diego Alves Anderson Breno Diego Hernanes Ilsinho Jô Lucas Marcelo Thiago Neves Alexandre Pato Rafinha Ramires Renan Ronaldinho Alex Silva Thiago Silva Rafael Sóbis Szövetségi kapitány: Dunga |                                                                |

### Női torna
| A 2008. évi nyári olimpiai játékok érmesei női labdarúgásban | A 2008. évi nyári olimpiai játékok érmesei női labdarúgásban | A 2008. évi nyári olimpiai játékok érmesei női labdarúgásban | A 2008. évi nyári olimpiai játékok érmesei női labdarúgásban |
| Arany | Ezüst | Bronz |                                                              |
| Egyesült Államok (USA) | Brazília (BRA) | Németország (GER) |                                                              |
| --- | --- | --- | ------------------------------------------------------------ |
| Nicole Barnhart Shannon Boxx Rachel Buehler Lori Chalupny Lauren Cheney Stephanie Cox Tobin Heath Angela Hucles Natasha Kai Carli Lloyd Kate Markgraf Heather Mitts Heather O’Reilly Christie Rampone Amy Rodriguez Hope Solo Lindsay Tarpley Aly Wagner Szövetségi kapitány: Pia Sundhage | Andréia Andréia Rosa Bárbara Cristiane Daniela Érika Ester Fabiana Formiga Francielle Marta Maurine Maycon Pretinha Renata Costa Rosana Simone Tânia Szövetségi kapitány: Jorge Luiz Barcellos | Nadine Angerer Fatmire Bajramaj Saskia Bartusiak Melanie Behringer Linda Bresonik Kerstin Garefrekes Ariane Hingst Ursula Holl Annike Krahn Simone Laudehr Renate Lingor Anja Mittag Célia Okoyino da Mbabi Babett Peter Conny Pohlers Birgit Prinz Sandra Smisek Kerstin Stegemann Szövetségi kapitány: Silvia Neid |                                                              |